# Latte Dolce
Latte Dolce (in sassarese: Latti Dozzi) è un quartiere di edilizia popolare della città di Sassari.

## Storia
Durante il Medioevo nella zona, nota con il toponimo di "Bosove",  avevano possedimenti alcune famiglie logudoresi (de Athen, de Thori, Lacon Gunale). Terreni nella zona furono donati all'abbazia di Montecassino all'inizio dell'XI secolo. I giudici Gonario II di Torres e Barisone II donarono altri terreni alle istituzioni ecclesiastiche pisane dell'opera di Santa Maria e dell'ospedale di Ponte Stagno, altresì conosciuto con il nome di ospedale di San Leonardo.
Nel 1177 vi venne costruita la chiesa dedicata a San Leonardo insieme ad un lebbrosario, ma agli inizi del XIX secolo era andata in rovina. La scoperta sotto i rovi che ricoprivano la parete dell'affresco con una Madonna del Latte con ai lati santa Lucia e santa Caterina d'Alessandria nel 1825 venne ritenuta miracolosa e fu meta di pellegrinaggio. Nel 1827 venne riconsolidato e ampliato l'antico edificio medievale, che conservò l'intitolazione a san Leonardo fino al 1882, quando divenne santuario di Nostra Signora del Latte dolce. In seguito il quartiere sorto presso l'edificio ne riprese il nome.
Una leggenda popolare narra che il santuario fu costruito grazie alle ricchezze trovate seguendo le indicazioni fornite dalla Madonna stessa ad un giovane ragazzo malato di mente, il quale riacquistò poi la ragione. Lo sviluppo del quartiere avvenne nel secondo dopoguerra con il continuo sviluppo demografico e i finanziamenti degli americani, infatti il quartiere viene anche detto "quartiere americano".

## Sport

### Calcio
La principale squadra di calcio del quartiere è il Sassari Calcio Latte Dolce che nella stagione 2024-2025 milita in Serie D. Anche fino a qualche anno fa giocava nell’oratorio salesiano la Pgs Don Bosco.